# Plecia lieftincki
Plecia lieftincki är en tvåvingeart som beskrevs av Hardy 1968. Plecia lieftincki ingår i släktet Plecia och familjen hårmyggor. Inga underarter finns listade i Catalogue of Life.